# Pierre Dharréville
Pierre Dharréville (Nanterre, 15 giugno 1975) è un politico, scrittore e giornalista francese. Ex segretario della federazione dipartimentale di Bouches-du-Rhône del Partito Comunista Francese (PCF) (2008-2017), è deputato per la 13ª circoscrizione di Bouches-du-Rhône dal 2017 e consigliere comunale di Martigues dal 2020, eletto nella lista del sindaco uscente Gaby Charroux.
È anche un ex consigliere comunale di Le Rove, eletto nella lista guidata dal sindaco uscente Georges Rosso nel 2008, nonché presidente di Les éditions des Fédérés, responsabile del giornale La Marseillaise fino al 2017.

## Biografia

### Storia e formazione
Sposato e con tre figli, Pierre Dharréville è nato da un padre dell'Haute-Marne che lavorava nel sistema di sicurezza sociale e da una madre del Gard che era insegnante di scuola elementare. È il maggiore di tre figli di una famiglia cattolica. Ha trascorso l'infanzia e la giovinezza a Nîmes, nella regione del Gard. Nel 1984 incontra Christian Vaquette, suo futuro partner nel gruppo musicale Les Bons Bardes. Nel 1993 ha conseguito il Bac C presso il Lycée Daudet e nel 1996 la laurea in storia presso l'Università Paul-Valéry-Montpellier-III

### Attivismo e giornalismo
Da cattolico, si è impegnato prima con l'Azione cattolica per i bambini e poi con i Giovani lavoratori cristiani (YCW)2 . Nel 1996 è diventato membro nazionale permanente della JOC2. Tra le altre attività, ha imparato il mestiere di giornalista come caporedattore della rivista Jociste, prima di fondare nel 1997 la rivista Assez Zoné, che ha diretto. Nello stesso anno è diventato membro del comitato editoriale di Journal expérimental (Bayard-Presse) .
A 23 anni entra nel giornale L'Humanité e si ritrova a Matignon con l'incarico di seguire il Primo Ministro Lionel Jospin. Immerso nell'occhio del ciclone, nel cortile della politica, non poté fare a meno di sentirsi "fuori posto", spiega, rispetto al piccolo mondo che stava scoprendo. Ha continuato a esercitare la sua passione per il giornalismo in altre vesti, lavorando per L'Humanité e scrivendo la rubrica dei fumetti, la sua altra passione. Vedeva il fumetto come un'arte popolare, caratterizzata dalla critica sociale e dall'invenzione di nuovi mondi.
Nel 1998 ha contribuito all'opera collettiva La Commune de Paris aujourd'hui  Éditzoni de l'Atelier, curata da Jacques Swirn. Poi, nel 1999, ha diretto la progettazione e contribuito al CD Debout, pubblicato dalla JOC scrivendo tre brani (testi e musica). Nello stesso anno, oltre al lavoro presso L'Humanité, ha lavorato come freelance per Témoignage chrétien e ha scritto il suo secondo libro, frutto di un lavoro collettivo: Vivre en couple Éditions de l'Atelier). Sempre nel 1999 è entrato a far parte del PCF.
Si sposa nel 2000, diventa critico di fumetti per L'Humanité e partecipa al CD Passionnés d'Humanité pubblicato da Action Catholique Ouvrière (tre brani con musica e testi) nel 2001. Nel 2002 lascia L'Humanité per lavorare per Marie-George Buffet, appena eletta segretaria nazionale del PCF.
Nel 2004 si è preso una pausa dal suo impegno politico e ha partecipato alla rinascita di Pif Gadge nuova serie come caporedattore dei primi numeri, dove ha scritto alcuni racconti. Nel 2006 è tornato a Marsiglia e nello stesso anno è stato eletto membro del Consiglio nazionale del PCF. In quell'anno esce anche il racconto musicale Le Curieux réveil du Prince O'Reil, con Christian Vaquette, opera fondante del gruppo Les Bons Bardes. Pierre Dharréville è poi diventato consigliere comunale a Le Rove.
Nel dicembre 2008 è diventato segretario dipartimentale del PCF a Bouches-du-Rhône, succedendo a Jean-Marc Coppola. Il settimanale La Vie osserva che in questa veste è impegnato a difendere l'industria francese, con i siti petrolchimici di Martigues e Fos, le questioni istituzionali, con le sue domande sulla Sesta Repubblica, e la difesa dei servizi pubblici. In particolare, si sta battendo per mantenere uno sportello della sicurezza sociale a Port-de-Bouc. Nel gennaio 2010 è stato pubblicato Quelque chose dans le ventre, il suo primo romanzo, dalle Éditions Arcane 175, e nel 2013 ha pubblicato La laïcité n'est pas ce que vous croyez. Nel 2014 ha impedito la liquidazione giudiziaria del quotidiano La Marseillaise e ne è diventato presidente per alcuni mesi. Il 7 settembre 2017, dopo la sua elezione a deputato, Jérémy Bacchi gli è succeduto nella federazione Bouches-du-Rhône del Partito Comunista Francese.

### Deputato al Parlamento di Bouches-du-Rhône
È stato eletto deputato per la 13ª circoscrizione di Bouches-du-Rhône, una circoscrizione generalmente operaia in termini economici e sociali, per il Partito Comunista Francese con il 62,41% dei voti al secondo turno delle elezioni legislative del 2017.
Membro del gruppo Gauche Démocratique et Républicaine (Sinistra Democratica e Repubblicana), è membro della Commissione Affari Sociali e fa parte della Mission d'Evaluation et de Contrôle des Lois de Financement de la Sécurité (Sociale (Missione di valutazione e monitoraggio delle leggi di finanziamento della sicurezza sociale). A causa della mancanza di locali all'inizio del suo mandato, ha allestito il suo ufficio sulla terrazza di un caffè a Martigues. Si è opposto alla legge sul lavoro del governo nel 2017.
Secondo la rivista Capital, è stato uno dei deputati più attivi dell'Assemblea nazionale durante il suo mandato.
Nel maggio 2022 è stato candidato dal Partito Comunista, nell'ambito della coalizione Nouvelle Union populaire écologique et sociale, nella 13ª circoscrizione di Bouches-du-Rhône a Martigues, e rieletto contro il RN. Il 30 giugno 2022 è stato eletto vicepresidente della commissione Affari sociali.

## Pubblicazioni
- Jacques Zwirn opera collettiva, La Commune de Paris aujourd'hui. Edizioni de l'Atelier. 1999
- Pierre Dharréville opera collettiva, Vivre en couple. Editioni Arcane 17-Les éditions ouvrières, 2009[15]
- Pierre Dharréville, La laïcité n'est pas ce que vous croyez.  Edizioni de l'Atelier. 2013[8]
- Pierre Dharréville, Quelque chose dans le ventre.  Edizioni de l'Arcane. 2010[7]
- Pierre Dharréville, Ma parole contre la leur, Paris, Les éditions Arcane 17, 2019, p. 250, ISBN 9782918721789
- Pierre Dharréville, Un printemps pour la République, les Éditions de l'Atelier-les Éditions ouvrières; Marseille, les Éditions des Fédérés, 2016, 157 p.[16]
- Pierre Dharréville, Plaidoyer pour les aidants, Ivry-sur-Seine,, les Éditions de l'Atelier-les Éditions ouvrières, 2018, 68 p.[17]
- Pierre Dharréville, L'Enlumineur, Feed Back Editions, 2021, 248 p.[18]